# فرانسوا غارنييه
فرانسوا غارنييه (بالفرنسية: François Garnier)‏ هو كاهن كاثوليكي فرنسي، ولد في 7 أبريل 1944 في بوون في فرنسا، وتوفي بنفس المكان في 15 أغسطس 2018 بسبب أم الدم الأبهرية.